# Franz Sitte
Franz Sitte (17. února 1896 Hrádek nad Nisou – 8. ledna 1960 Litoměřice) byl farářem farnosti Bořislav ve vikariátu Teplice v litoměřické diecézi. V roce 1960 zemřel za dodnes nevyjasněných okolností ve vyšetřovací vazbě.

## Život a působení
Narodil se v dosud existujícím domku čp. 22 v Tovární ulici. Jeho otec Franz Florian pocházel z Donína, jeho povolání je definováno jako "tovární inženýr". Matka Johanna se za svobodna jmenovala Sommerová. Jak ukazují matriky narozených, měla rodina Sitte v Hrádku nejméně čtyři větve.
V letech 1908–1915 studoval Franz na Biskupském gymnáziu v Bohosudově, v srpnu 1922 byl vysvěcen na kněze a hned následující měsíc nastoupil jako kaplan do Bořislavi. Roku 1925 získal aprobaci pro výuku katechismu na německých měšťanských školách. 1. září 1934 byl jmenován administrátorem bořislavské farnosti a v březnu 1935 se stal farářem.
Za jeho působení byly ve farnosti postaveny tři nové kaple: svatého Antonína ve Vrahožilech v roce 1924, Panny Marie Sedmibolestné v Úpořinách roku 1929 a roku 1934 v Pytlíkově.
Ve farnosti se za Sitteho pořádaly mnohé poutě a další církevní slavnosti. Aby mohl komunikovat i s českými farníky, naučil se Sitte česky. Jeho velkou zálibou byla také pomologie. Za první republiky založil zvonový fond, z jehož výtěžku se mu podařilo opatřit pro farnost několik zvonů, zrekvírovaných za první světové války. Dalším Sitteho koníčkem byla historie. V roce 1936 vydal vlastním nákladem brožuru Geschichte der Pfarrgemeinde Boreslau (Dějiny farní obce Bořislav). Knížka neobsahuje jen dějiny farnosti, nýbrž Bořislavi jako celku. Výtěžek z prodeje knihy věnoval na drobné opravy církevních staveb ve farnosti. V českém překladu vyšla práce v roce 2011.
Za druhé světové války odmítl odstranit z kostela v Hradišti oltář svatého Václava a pro české farníky, kteří v roce 1938 neodešli do Čech, sloužil mše v češtině. To byly možná jedny z důvodů, proč nebyl Sitte po válce odsunut a jako antifašista směl zůstat.
Po roce 1948 se Sitteho postavení ještě více zkomplikovalo, když k protiněmecké averzi úřadů přibyl ještě likvidační přístup komunistů ke katolické církvi. Hlasování členů místního národního výboru, které proběhlo v roce 1948 o tom, zda má Sitte v Bořislavi zůstat, ale dopadlo ve farářův prospěch. Za Sitteho se tehdy postavil i litoměřický biskup Štěpán Trochta. V roce 1956 byl Sitte jmenovaný notářem litoměřické konzistoře. V té době navštěvovalo jeho mše v celé farnosti kolem stovky osob. Roku 1957 mu v teplických okresních novinách vyšel článek o historii obce Žim.

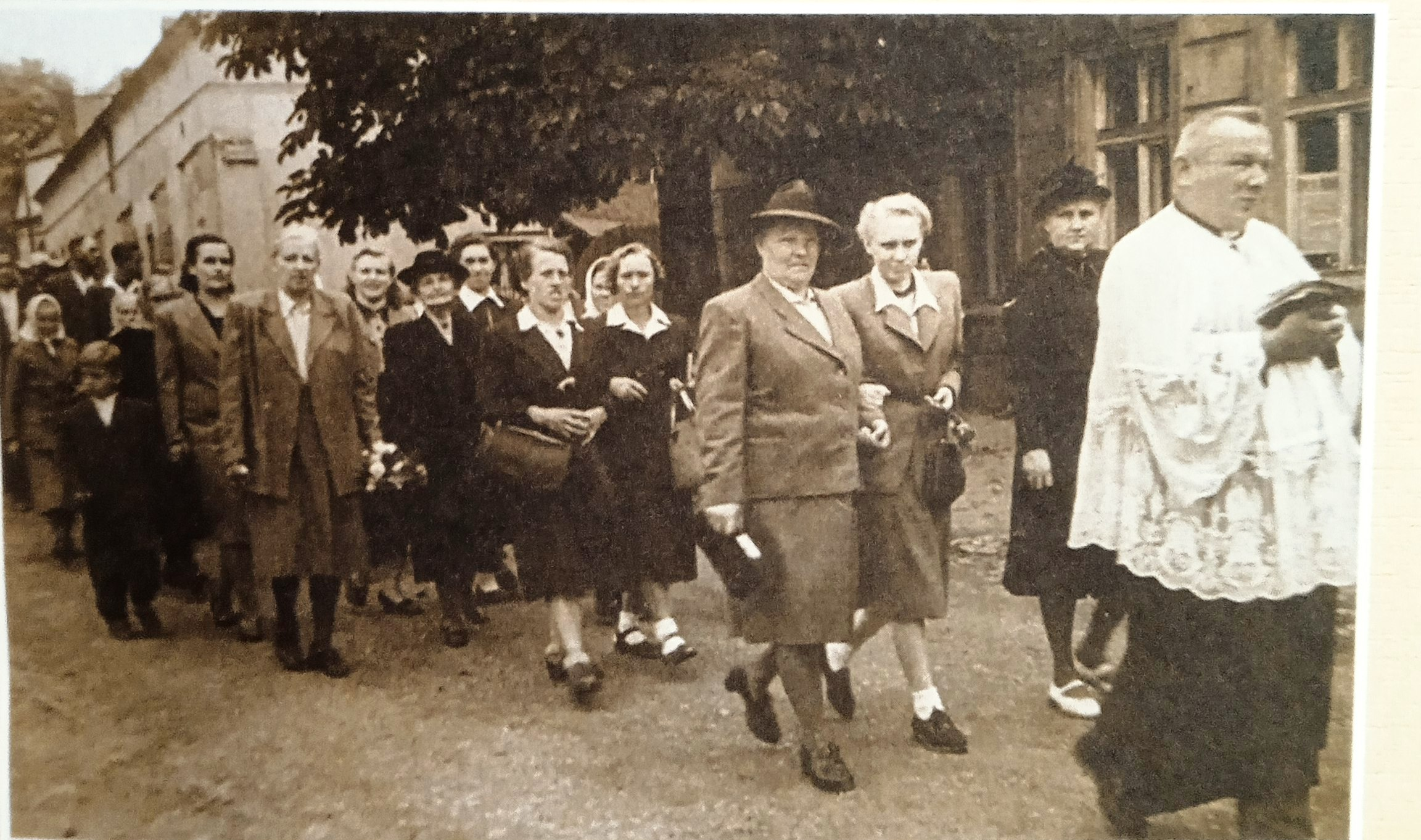
Sitte vede procesí ve Lbíně v roce 1950

### Závěr života
Někdy v 50. letech začal Sitte psát rozsáhlejší práci, než byly předchozí dějiny farnosti. Nazval ji An der Sonnenseite des Milleschauers (Na slunné straně Milešovky). Jednalo se o vlastivědu regionu, která se zaobírala historií a prehistorií, přírodovědnými, etnologickými, dopravními a mnoha dalšími tématy vztahujícími se k okolí Bořislavi. Strojopis má 33 stran a je uložen v Archivu bezpečnostních složek v Praze. V letech 1994–1996 vycházel jeho první překlad z pera Bohumíra Roedla v měsíčníku, vydávaném Obecním úřadem v Bořislavi. Druhý, profesionálnější překlad pořídil Norbert Krutský.

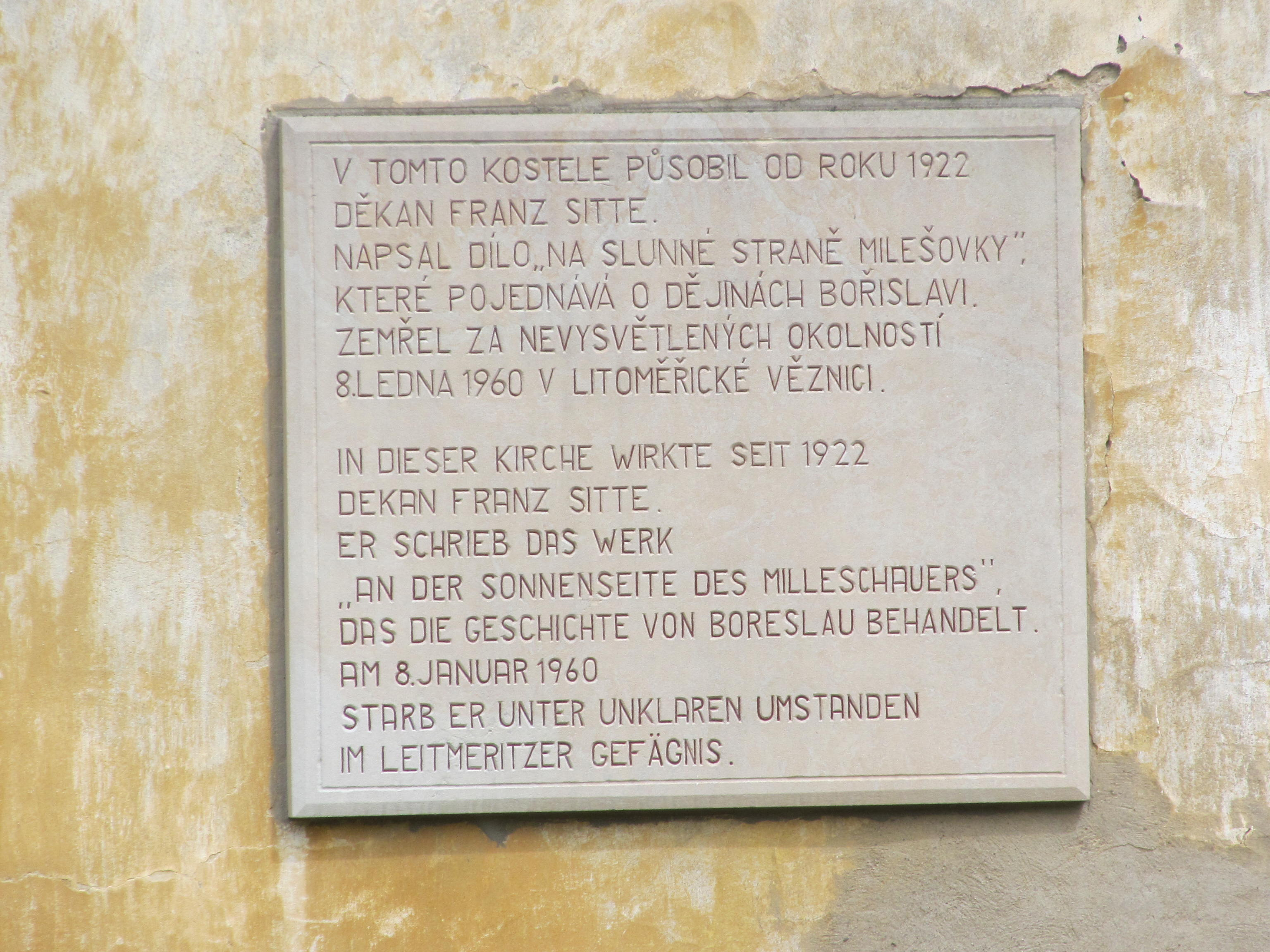
Pamětní deska na bořislavském kostele

V roce 1960 získal Sitte výjezdní doložku, aby mohl navštívit svou o pět let mladší sestru Rózu Rudolfovou, kterou v listopadu 1935 oddával v Bořislavi a která žila v Kitzingenu v SRN. Rukopis vlastivědy vezl s sebou. Dne 5. ledna 1960 byl ve vlaku na nádraží v Chebu zatčen a obviněn ze špionáže. Záminkou se stal strojopis vlastivědy, který měl u sebe ve dvou exemplářích. Byl dopraven do vazební věznice v Litoměřicích, kde byl vyslýchán. Dne 8. ledna ráno byl ve své cele č. 182 nalezen v tratolišti krve mrtev. Vedle něj ležela břitva. Podle úřední zprávy spáchal sebevraždu. Nicméně zkoumání v 90. letech 20. století označilo způsob sebevraždy, popsaný v tehdejších úředních spisech, jako zcela technicky neproveditelný. Nabízí se tedy teorie, že P. Sitte byl ve skutečnosti zavražděn. Tato tvrzení nelze ověřit, protože P. Sitte byl krátce po smrti zpopelněn a jeho urna je dnes považována za ztracenou. Sebevraždu lze prakticky vyloučit, protože není možné, aby byla při vstupní prohlídce u vězně břitva přehlédnuta. Kromě toho neměl Sitte žádný důvod schovávat si v botě břitvu. Způsob řezných ran sebevraždě neodpovídal. A kromě toho: sebevražda je pro kněze hřích a prakticky se nevyskytuje. Zavraždění neškodného staršího duchovního v roce 1960, kdy už zločinné praktiky státní bezpečnosti z 50. let nebyly tak časté, ale rovněž nedává mnoho smyslu. Se zajímavou teorií přišel Jan Stříbrný. Podle něj je možné, že Sitte zemřel v důsledku stresu z nezákonných vyšetřovacích metod a státní bezpečnost se pokusila jeho úmrtí kamuflovat jako sebevraždu.

### Druhý život
V letech 1993–1994 provedl Úřad dokumentace a vyšetřování zločinů komunismu šetření, které mělo objasnit okolnosti Sitteho smrti. Vyšetřování vedl Adolf Rázek. Výsledná zpráva čj. ÚDV 58/Vt-94 došla k závěru, že "s pravděpodobností hraničící s jistotou můžeme přijmout závěr, že Sitte ve věznici v Litoměřicích nespáchal sebevraždu, ale byl zavražděn". Už v roce 1993 vysílala Česká televize dokumentární film Na slunné straně Milešovky, který podle Rázkova scénáře režíroval Karel Hynie. Dne 28. května 2006 byla na průčelí kostela odhalena Sittemu pamětní deska, 9. ledna 2010 se konala veřejná vzpomínka na 50. výročí farářova úmrtí. Slavnostní mši v bořislavském kostele tehdy sloužil litoměřický biskup Jan Baxant. Sitteho památka byla připomenuta také při Noci kostelů v roce 2023.